# Гигантская иглоногая сова
Гигантская иглоногая сова (лат. Ninox strenua) — вид птиц рода иглоногих сов семейства совиных. Подвидов не выделяют. Эндемик Австралии.

## Описание
Гигантская иглоногая сова имеет длинный хвост и маленькую голову. Верхняя часть темно-серо-коричневая, крапчатая. Низ белый. На хвосте шесть узких белых полос, контрастирующих с серо-коричневыми. У этого вида большие желтые глаза, ступни тускло-желтого цвета. Длина представителей данного вида — от 45 до 65 см. В отличие от подавляющего большинства видов сов, самец в среднем немного крупнее самки. Среди всех сов в мире гигантская иглоногая сова занимает девятое место по длине от клюва до хвоста, десятое по весу и восьмое по длине крыльев. Масса тела в среднем примерно такая же, как у виргинского филина (Bubo virginianus), но у него пропорционально гораздо более длинный хвост и крылья, чем у этого вида.

## В культуре
Гигантской иглоногой сове посвящена созданная в 2011 году скульптура Брюса Армстронга «Owl» (в переводе «сова»), расположенная в пригороде Канберры. Эта птица также изображена на серебряной монете Тувалу номиналом в 1 доллар и массой 1 унцию.